# Ангольско-южноафриканские отношения
Ангольско-южноафриканские отношения — двусторонние дипломатические отношения между Анголой и Южно-Африканской Республикой (ЮАР). Отношения в эпоху после окончания апартеида стали довольно сильны, поскольку правящие партии в обоих государствах, Африканский национальный конгресс (АНК) в ЮАР и Народное движение за освобождение Анголы — Партия труда (МПЛА) в Анголе, сражались на одной стороне во время гражданской войны в Анголе и войны за независимость Намибии. Они сражались против повстанцев Национального союза за полную независимость Анголы (УНИТА), базирующихся в Анголе, и правительства эпохи апартеида в ЮАР, которое их поддерживало. Президент ЮАР Нельсон Мандела был посредником между МПЛА и УНИТА в последние годы гражданской войны в Анголе. Хотя в конце XX века у ЮАР было существенное экономическое преимущество в двусторонних отношениях, недавний рост экономики Анголы привёл к более сбалансированному сотрудничеству.

## 1970-е годы
В начале ноября 1975 года правительство ЮАР сообщило лидерам повстанцев Жонашу Савимби и Холдену Роберто, что Южно-Африканские силы обороны вскоре завершат операцию «Саванна» в Анголе, несмотря на неспособность коалиции захватить Луанду и, таким образом, добиться международного признания независимости. Жонаш Савимби, отчаянно пытаясь избежать вывода самых крупных дружественных вооружённых сил из Анголы, попросил генерала Констанда Фильюна организовать для него встречу с премьер-министром ЮАР Балтазаром Форстером, который был союзником с октября 1974 года. Ночью 10 ноября 1975 года перед обретением независимости Жонаш Савимби тайно вылетел в Преторию, где встреча состоялась. Примечательным изменением политики стало то, что Балтазар Форстер не только согласился сохранить войска до ноября, но и пообещал вывести Южно-Африканские силы обороны только после встречи Организации африканского единства 9 декабря 1975 года. Советский Союз, хорошо осведомленный об активности ЮАР на юге Анголы, помог переправить кубинских солдат в Луанду за неделю до обретения независимости. В то время как кубинские офицеры возглавляли миссию и составляли основную часть войск, 60 советских офицеров в Республике Конго присоединились к кубинцам 12 ноября 1975 года. Советское руководство категорически запретило кубинцам вмешиваться в гражданскую войну в Анголе, сосредоточив миссию на сдерживании ЮАР.
В 1975 и 1976 годах большинство иностранных войск, за исключением кубинских, были выведены. Последние элементы португальских вооружённых сил покинули Анголу в 1975 году, а южноафриканские военные были выведены в феврале 1976 года. С другой стороны, численность войск Кубы в Анголе увеличилась с 5500 в декабре 1975 года до 11 000 в феврале 1976 года. Национальный фронт освобождения Анголы (ФНЛА) были разгромлены в ходе операции «Карлота», совместной кубинско-ангольской атаки на Уамбо 30 января 1976 года. К середине ноября правительство Уамбо получило контроль над южной Анголой и начало продвигаться на север.
5 июля 1979 года президент Анголы Антонио Агостиньо Нето издал указ, требующий от всех граждан служить в армии в течение трёх лет по достижении восемнадцатилетнего возраста. Правительство представило отчет в ООН с просьбой о компенсации 3 августа 1979 года, оценивающий ущерб собственности в результате атак ЮАР в период с 1976 по 1979 год на сумму 293 миллионов долларов США. Народное движение за освобождение Кабинды напало на кубинскую военную базу около Тшиовы 11 августа 1979 года.

## 1980-е годы
В 1980-х годах боевые действия распространились за пределы юго-востока Анголы, где большинство операций происходило в 1970-х годах, когда Национальная конголезская армия и Организация народов Юго-Западной Африки (СВАПО) увеличили свою активность. В ответ на это правительство ЮАР отправило войска обратно в Анголу, вмешавшись в войну с 1981 по 1987 год, что побудило Советский Союз осуществить огромные поставки военной помощи с 1981 по 1986 год. В 1981 году президент США Рональд Рейган и помощник госсекретаря США по делам Африки Честер Крокер разработал политику взаимосвязи: независимость Намибии с уходом Кубы из Анголы.
Южноафриканские военные атаковали повстанцев в провинции Кунене 12 мая 1980 года. Министерство обороны Анголы обвинило правительство ЮАР в ранении и убийстве мирных жителей. Девять дней спустя Южно-Африканские силы обороны снова атаковали, на этот раз в Квандо-Кубанго, и МПЛА пригрозило ответить военным путем. 7 июня 1980 года Южно-Африканские силы обороны начали полномасштабное вторжение в Анголу через Кунене и Квандо-Кубанго, уничтожив 13 июня оперативный штаб СВАПО, что премьер-министр ЮАР Питер Виллем Бота назвал «шоковой атакой». Правительство Анголы арестовало 120 ангольцев, которые планировали подорвать взрывчатку в Луанде 24 июня, сорвав заговор, якобы организованный правительством ЮАР. Три дня спустя Совет Безопасности ООН собрался по просьбе посла Анголы в ООН и осудил вторжение ЮАР в эту страну. Президент Заира Мобуту Сесе Секо также встал на сторону МПЛА. Правительство Анголы зафиксировало 529 случаев нарушения южноафриканскими войсками территориального суверенитета страны в период с января по июнь 1980.
Куба увеличила численность своих войск в Анголе с 35 тысяч в 1982 году до 40 тысяч в 1985 году. Южноафриканские войска пытались захватить Лубанго, административный центр провинции Уила, в ходе операции «Аскари» в декабре 1983 года.

### Демократический интернационал
2 июня 1985 года американские консервативные активисты провели в штаб-квартире УНИТА в Джамбе Демократический интернационал, в значительной степени символическое собрание антикоммунистических повстанцев. Первоначально финансируемая основателем «Rite Aid» Льюисом Лерманом и организованная антикоммунистическими активистами Джеком Абрамоффом и Джеком Уилером, участниками были Жонаш Савимби, Адольфо Калеро, лидер никарагуанских «Контрас», Па Као Хэ (лидер хмонгов лаосских повстанцев), полковник-лейтенант США Оливер Норт, Южно-Африканские силы обороны, Абдул Рахим Вардак лидер афганских моджахедов, Джек Уилер (американский сторонник консервативной политики) и многие другие. В то время как администрация Рональда Рейгана, хотя и не желала публично поддерживать встречу, в частном порядке выразила одобрение. Правительства Израиля и ЮАР поддержали эту идею, но сочли нецелесообразным проведение конференции.
Палата представителей США проголосовала 236 против 185 за отмену поправки Кларка 11 июля 1985 года. Позднее в том же месяце правительство Анголы начало атаковать УНИТА из Луены в сторону Казомбо вдоль железной дороги Бенгела, взяв Казомбо 18 сентября. Правительство безуспешно пыталось захватить склад снабжения УНИТА в Мавинге из Менонге. Хотя атака не удалась, возникли очень разные интерпретации нападения. УНИТА утверждал, что советские офицеры, говорящие по-португальски, возглавляли правительственные войска, в то время как правительство заявило, что УНИТА полагалась на южноафриканских десантников, чтобы атаковать правительственные войска. Правительство ЮАР признало факт боевых действий в этом районе, но заявило, что его войска сражались с боевиками СВАПО.
Силы УНИТА атаковали Камабателу в провинции Северная Кванза 8 февраля 1986 года. Издание «Angola Press News Agency» утверждала, что УНИТА уничтожила мирных жителей в Дамбе в провинции Уиже в конце того же месяца, 26 февраля. Правительство ЮАР в принципе согласилось с условиями Честера Крокера 8 марта. Жонаш Савимби предложил перемирие в отношении Бенгельской железной дороги 26 марта, заявив, что поезда МПЛА могут проезжать через эту территорию до тех пор, пока международная инспекционная группа будет следить за поездами, чтобы предотвратить их использование для борьбы с повстанцами, но власти Анголы не ответили. Правительства Анголы и США начали переговоры в июне 1987 года.

### Квито-Кванавале и Трёхстороннее соглашение
С 13 января по 23 марта 1988 года УНИТА и Южно-Африканские силы обороны атаковали базу МПЛА в Квито-Кванавале в провинции Квандо-Кубанго, во втором по величине военном сражении в истории Африки, после второго сражения при Эль-Аламейне и крупнейшим сражением в Африке к югу от Сахары со времен Второй мировой войны. Важность города Квито-Кванавале объясняется не его размерами или богатством, а местоположением. Захват города открывал путь кубинцам и МПЛА к штаб-квартире УНИТА в Джамбе. УНИТА и Южная Африка отступили после 15-часового боя 23 марта 1988 года.
Правительство Кубы присоединилось к переговорам 28 января 1988 года, три стороны провели раунд переговоров 9 марта этого же года. Правительство ЮАР присоединилось к переговорам 3 мая из-за военного тупика в Квито-Кванавале, и стороны также встречались в июне в Нью-Йорке и августе в Женеве. Все стороны договорились о прекращении огня 8 августа. Представители правительств Анголы, Кубы и ЮАР подписали в Нью-Йорке 22 декабря 1988 года Трёхстороннее соглашение о предоставлении независимости Намибии и прекращении прямого участия иностранных войск в гражданской войне в Анголе. Позднее в тот же день Совет Безопасности ООН принял Резолюцию 626, в соответствии с которой была создана Контрольная миссия ООН в Анголе и направлены миротворческие силы. Войска ООН начали прибывать в Анголу в январе 1989 года.
23 августа 1989 года президент Анголы Жозе Эдуарду душ Сантуш пожаловался, что правительства США и ЮАР продолжают финансировать УНИТА, предупредив, что такая деятельность ставит под угрозу и без того хрупкий режим прекращения огня. На следующий день Жонаш Савимби объявил, что УНИТА больше не будет соблюдать прекращение огня, сославшись на настойчивые требования Каунды о том, чтобы он покинул страну, а УНИТА бфла распущена. В ответ на заявление Жонаша Савимби правительство Анголы перебросило войска из Квито-Кванавале, находящегося под их контролем, в оккупированный УНИТА город Мавинга. Прекращение огня было нарушено, когда душ Сантуш и правительство США стали обвинять друг друга в возобновлении вооружённого конфликта.

### Красный скорпион
В 1989 году антикоммунистический активист Джек Абрамофф и его брат Роберт стали авторами сценария и продюсерами фильма «Красный скорпион». Дольф Лундгрен сыграл Николая, советского агента, посланного для убийства африканского революционера в страну по образцу Анголы. Фильм несёт решительный антикоммунистический посыл и очень подробно описывает садизм и насилие со стороны Советского Союза, включая сцену с применением химического оружия. Правительство ЮАР профинансировало создание фильма через Международный фонд свободы, подставную организацию под председательством Абрамоффа, в рамках своих усилий по подрыву международного сочувствия к Африканскому национальному конгрессу.

## 1990-е годы
Политические изменения за рубежом и военные успехи внутри страны позволили правительству Анголы перейти от номинально коммунистического государства к номинально демократическому. Провозглашение независимости Намибии, международно признанное 1 апреля 1990 года, устранило юго-западный фронт боевых действий, поскольку южноафриканские войска отошли на восток.
Затем, в серии ошеломляющих побед, УНИТА восстановил контроль над Кашито, Уамбо, Мбанза-Конго, Ндалатандо и Уиже, административными центрами провинций, которые они не удерживали с 1976 года, и выдвинулись против Квито, Луены и Маланже. Хотя правительства США и ЮАР прекратили оказывать помощь УНИТА, поставки продолжали поступать от Мобуту Сесе Секо в Заире. В январе 1993 года УНИТА пыталась перехватить контроль над Кабиндой у МПЛА. Эдвард ДеДжарнетт, глава американского офиса связи в Анголе при администрации Билла Клинтона, предупредил Жонаша Савимби, что если УНИТА воспрепятствует или остановит поставки товаров из Кабинды, то США прекратят поддержку УНИТА. 9 января 1991 года УНИТА начала 55-дневную битву за Уамбо в результате чего сотни тысяч стали беженцами и 10 000 были убиты до того, как УНИТА взяла под свой контроль 7 марта. Правительство Анголы участвовало в этнической чистке народа конго и, в меньшей степени, овимбунду во многих городах, в первую очередь в Луанде, 22 января во время кровавой пятничной бойни. Через пять дней представители УНИТА и правительства Анголы встретились в Эфиопии, но переговоры не привели к восстановлению мира. Совет Безопасности ООН наложил санкции на УНИТА резолюцией 864 от 15 сентября 1993 года, запрещающей продажу оружия или топлива. Возможно, наиболее явный сдвиг во внешней политике США произошёл, когда президент Билл Клинтон издал 23 сентября президентский указ № 12865, в котором УНИТА была назван «постоянной угрозой целям внешней политики США». К августу 1993 года УНИТА получилв контроль над 70 % Анголы, но военные успехи правительства в 1994 году вынудили УНИТА подать прошение о мире. К ноябрю 1994 года правительство Анголы взяло под свой контроль 60 % территории страны. Жонаш Савимби назвал ситуацию «самым глубоким кризисом» УНИТА с момента её создания.
Президент Зимбабве Роберт Мугабе и президент ЮАР Нельсон Мандела встретились в Лусаке 15 ноября 1994 года, чтобы символически выразить поддержку Лусакскому протоколу. Они сделали заявление, что будут готовы встретиться с Жонашом Савимби, и Нельсон Мандела попросил его приехать в ЮАР, но тот отказался.
В мае Жонаш Савимби встретился с президентом ЮАР Нельсоном Манделой. Вскоре после этого, 18 июня, МПЛА предложило Жонашу Савимби должность вице-президента при президенте душ Сантуше с другим вице-президентом, выбранным из МПЛА. Жонаш Савимби сказал Нельсону Манделе, что чувствует себя готовым «служить в любом качестве, которое поможет моему народу», но не принял предложение до 12 августа.
К 1998 году ООН определила роль кровавых алмазов в финансировании продолжающейся войны УНИТА и приняла ряд резолюций, вводящих санкции с целью борьбы с этой незаконной торговлей. Затем последовали резолюции Совета Безопасности ООН 1173, 1176, 1237 и 1295.

## 2000-е годы
В 2009 году президент ЮАР Джейкоб Зума возглавил делегацию из 11 членов кабинета министров в Анголу. Это был первый официальный государственный визит нового президента, и эксперты оценили его как очень важный для укрепления отношений между двумя странами. В 2016 году объём товарооборота между странами составил 1,83 миллиарда долларов США. Экспорт из Южной Африки в Анголу составил сумму 562,9 млн долларов США, а экспорт Анголы в Южную Африку составил 1,27 млрд долларов США.